# A Day Without Me
A Day Without Me è il primo singolo estratto dall'album Boy del gruppo rock irlandese U2 e pubblicato nell'agosto 1980. Il testo è una riflessione sul suicidio, ed è collegato al cantante dei Joy Division, uno dei maggiori ispiratori di Bono, Ian Curtis, che si uccise nel maggio 1980.

## Storia
Il singolo è stato registrato presso gli Windmill Lane Studios. Nell'etichetta del vinile, viene riportato il nome del gruppo con la grafia U-2.
È il secondo singolo che il gruppo pubblica con la Island Records ed il primo che vede gli U2 collaborare con il loro produttore storico Steve Lillywhite, che in precedenza aveva lavorato con altri gruppi emergenti della cosiddetta "new wave" come i Siouxsie and the Banshees e XTC. Il brano è stato suonato dal vivo nella prima parte degli anni ottanta ed è presente nel concerto che gli U2 tennero al Red Rock Amphiteatre, presso Denver in Colorado, poi inserito nel video Live at Red Rocks: Under a Blood Red Sky.
La traccia Things to Make and Do è un brano strumentale che è stato eseguito solo durante il Boy Tour e in una sola occasione nel seguente October Tour.

## Tracce
Testi e musiche di U2.
1. A Day Without Me – 3:12
2. Things to Make and Do – 2:14

Totale: 5:26

## Formazione
- Bono - voce
- The Edge - chitarra, cori, pianoforte
- Adam Clayton - basso
- Larry Mullen Jr. - batteria